# Marianne Timmer
Maria Aaltje Timmer, conhecida como Marianne Timmer (Sappemeer, 3 de outubro de 1974) é uma patinadora no gelo neerlandesa.
Ela é especializada na modalidade de patinação de velocidade (1000 e 1500 m) e venceu duas medalhas de ouro nos Jogos Olímpicos de Inverno de 1998. Neste mesmo ano, ela foi eleita Atleta Feminina Neerlandesa do Ano.
Em 1999 ela venceu os 1000 m no Campeonato Mundial de Patinação de Velocidade Individual e em 2004 se tornou a campeã mundial de patinação de velocidade. Em 2006, ela venceu os 1000 m nos Jogos Olímpicos de Turim. Isso fez dela o primeiro patinador dos Países Baixos a ter ganhado uma medalha de ouro em dois Jogos de Inverno.
Ela mora junto com o goleiro neerlandês Henk Timmer. Apesar de terem o mesmo sobrenome não há parentesco entre eles.